# Minolta XM

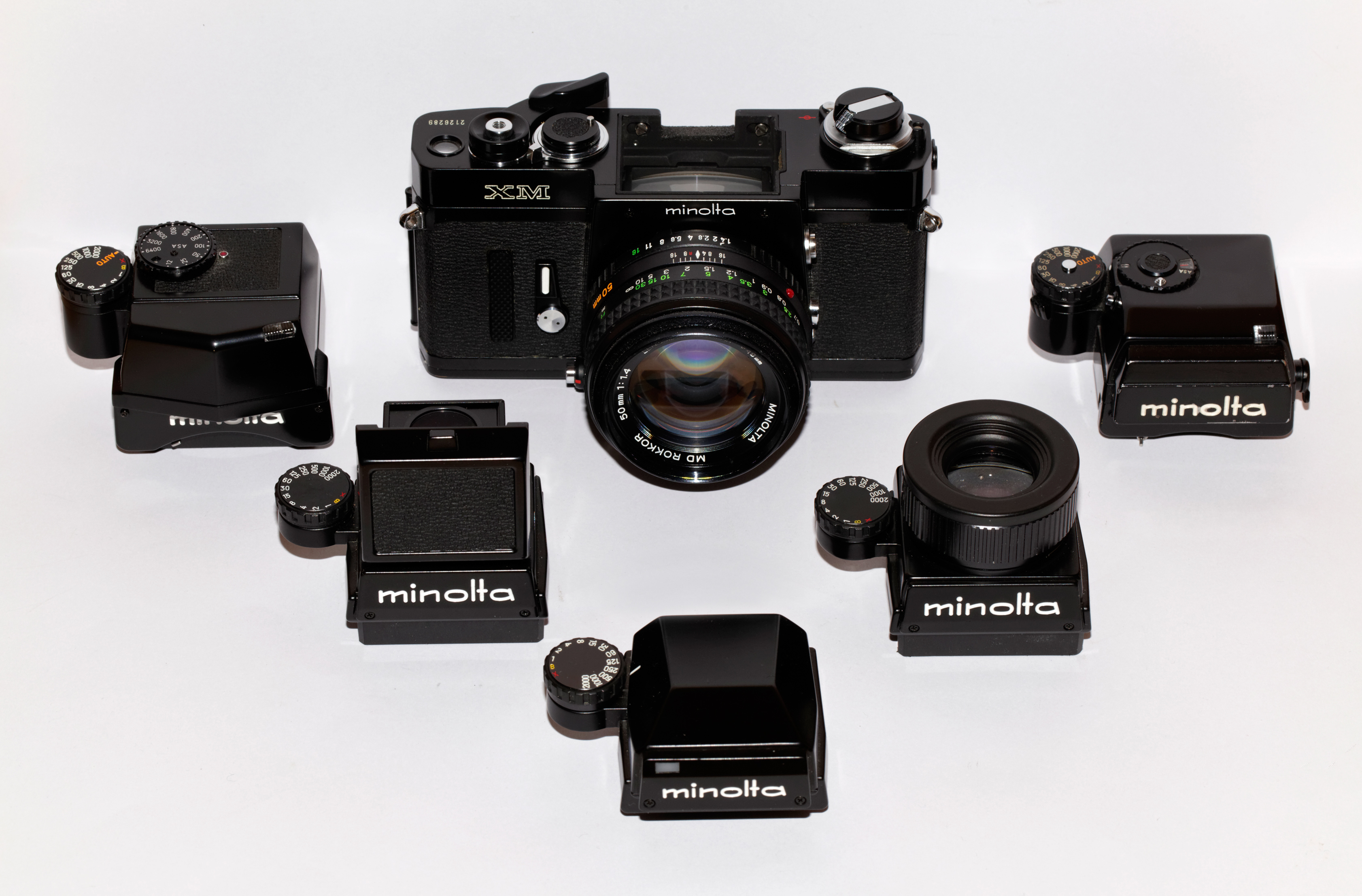
Minolta XM avec tous les viseurs interchangeables XM

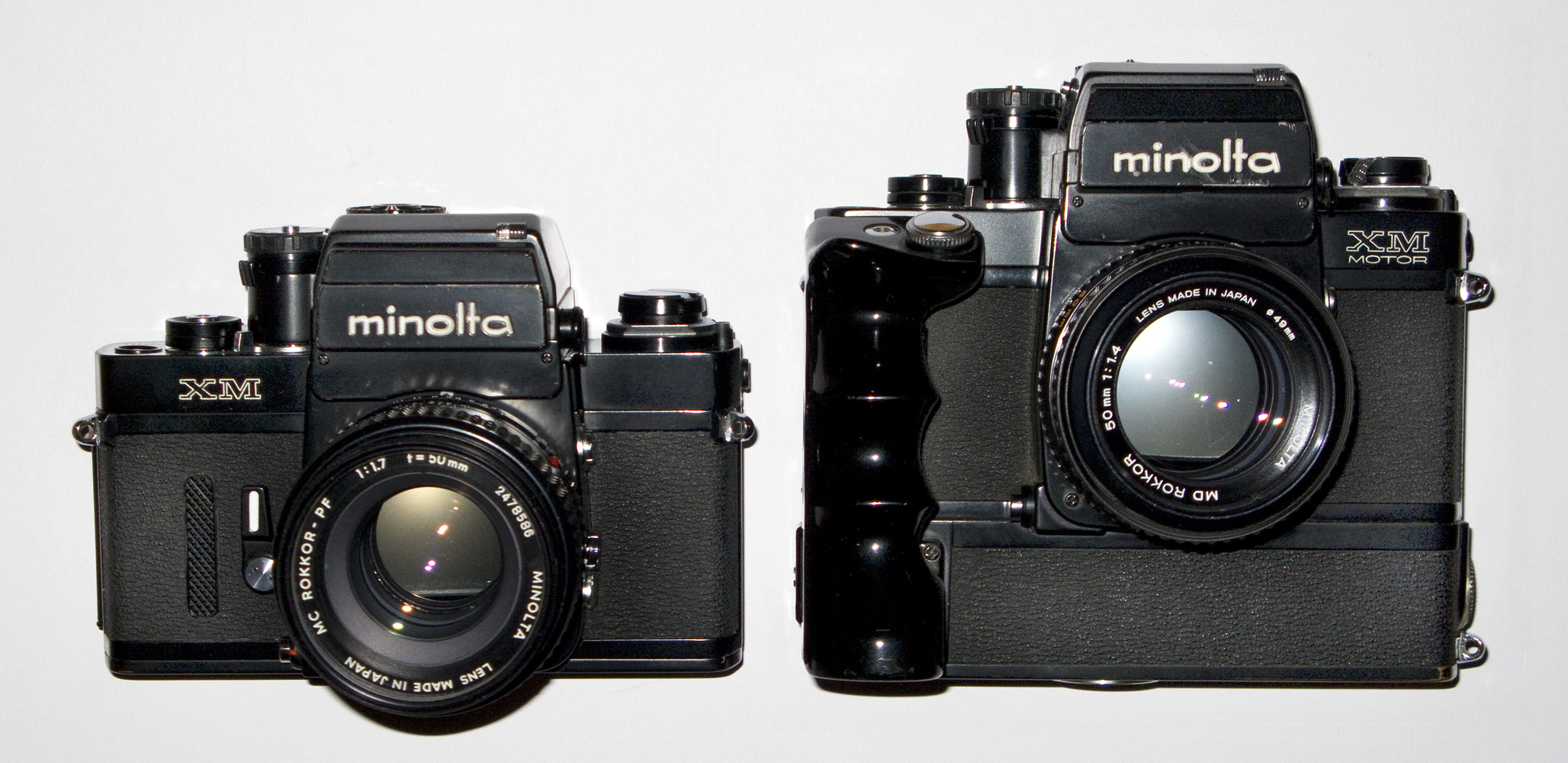
Minolta XM sans et avec moteur XM ; avec viseur AE-S et objectif 50mm

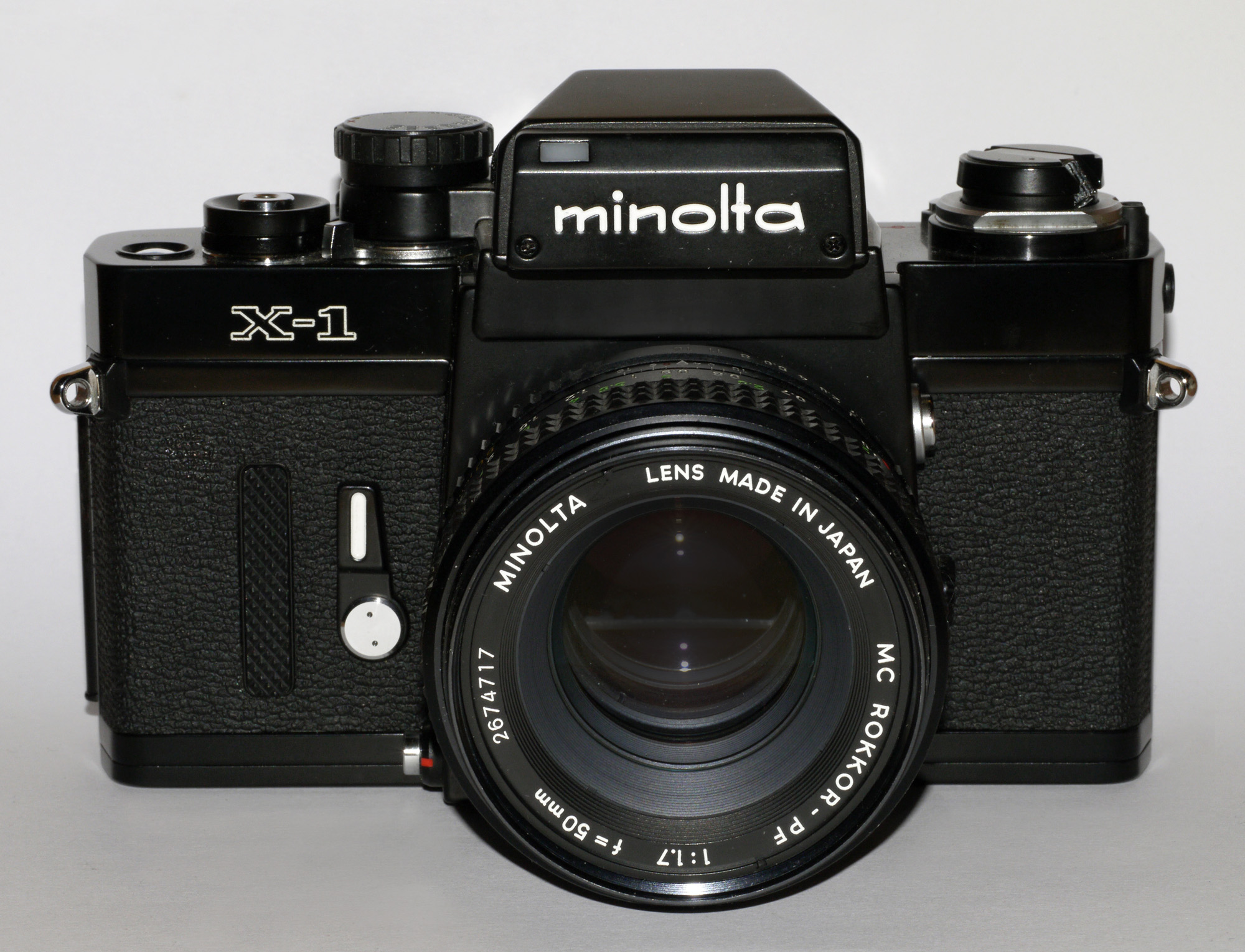
Minolta X-1 avec le viseur à prisme P et un objectif 1.7/50mm

Le Minolta XM  (en Europe, XK en Amérique du Nord, X-1 en Asie) était le premier appareil photo reflex professionnel de la gamme Minolta, annoncé en 1972 et commercialisé en 1973. Son développement prit environ dix ans et inaugura une nouvelle phase du système Minolta SR. L'objectif de Minolta était de concurrencer les appareils professionnels Canon F-1 et Nikon F2 lancés en 1971.
C'était le premier reflex Minolta à objectifs interchangeables à posséder un obturateur à contrôle électronique et à défilement horizontal, avec des rideaux en feuilles de titane très fines et capable d'une vitesse d'obturation minimale de 1/2000 s (la plus longue étant de 16 s).
Il possédait un viseur interchangeable, parmi les six suivants :
- Viseur AE : le viseur standard avec le système de mesure sophistiqué CLC (introduit sur le SRT 101) et un mode d'exposition automatique à priorité à l'ouverture.
- Viseur M : une version plus simple et moins coûteuse du viseur AE, un viseur à aiguille suiveuse. Il n'indiquait pas les vitesses d'obturation mesurées mais avait seulement une aiguille à aligner. Le mode d'exposition automatique était absent.
- Viseur P : le viseur ordinaire, un viseur pentaprisme sans mesure de l'exposition, qui donnait au XM une silhouette beaucoup plus compacte que les deux viseurs ci-dessus.
- Viseur à fort grossissement : viseur sans mesure de l'exposition avec un grossissement de 6,2 et un réglage dioptrique.
- Viseur de poitrine : sans mesure de l'exposition avec grossissement.
- Viseur AE-S : introduit avec le moteur X-1 et équipé d'une cellule au silicium au lieu de la cellule CdS plus lente du viseur AE. C'était nécessaire pour le mode d'exposition automatique avec la motorisation.

Le photographe avait le choix parmi neuf (puis onze) écrans de mise au point interchangeables. L'appareil possédait également une griffe pour un flash synchronisé, un système de verrouillage du miroir, un levier d'exposition "stop down", la possibilité d'expositions multiples.
Le XM (ou X-1) était le premier appareil de la série X et en conséquence une gamme d'objectifs de conception complètement nouvelle fut introduite et baptisée 'MC Rokkor-X' sur le marché nord-américain (le reste du monde conservant la désignation simple 'MC Rokkor'). La caractéristique la plus marquante était le nouveau revêtement en caoutchouc gaufré de la bague de mise au point. Le XM et ses successeurs à l'exportation étaient uniquement disponibles en finition noire.